# 商銀信用組合
商銀信用組合（しょうぎんしんようくみあい、商銀）は、在日韓国人信用組合協会（韓信協）加盟の信用組合の総称。
民族系金融機関であるが、破綻や合併が相次いでおり現在は5組合が存在する。
朝鮮総連の指導を受けている在日本朝鮮信用組合協会（朝信連）に加盟していた朝銀信用組合（朝銀）とは異なる。
なお、これらの「○○銀」の銀は「銀行」の略称ではない（銀行法第六条第二項）。

## 年表
- 1955年（昭和30年）11月 - 大阪興銀設立。東京商銀設立。
- 1993年（平成5年）7月 - 神戸商銀、滋賀商銀、奈良商銀、和歌山商銀と大阪興銀が合併し、信用組合関西興銀となる。
- 1995年（平成7年）3月 - 関西興銀、岐阜商銀を救済合併。
- 1998年（平成10年）6月10日 - 大阪商銀、京都商銀への事業譲渡を発表。
- 1999年（平成11年）6月2日 - 大阪商銀、金融再生法68条1項に基づく申し立てにより、京都商銀への事業譲渡を断念。
- 2000年（平成12年）12月16日 - 関西興銀破綻。東京商銀破綻[1]。
- 2001年（平成13年）
  - 5月 - 大阪商銀、京都シティ信用組合へ事業譲渡。京都シティ信用組合、近畿産業信用組合へ名称変更。
  - 8月1日 - 在日本大韓民国民団、関西興銀・東京商銀・福岡商銀・京都商銀の受け皿として、「ドラゴン銀行」設立を目指し、株式会社ドラゴンを設立。
  - 12月23日 - 関西興銀、京都商銀の事業譲渡交渉先として近畿産業信用組合を選定。
- 2002年（平成14年）2月27日 - 株式会社ドラゴン解散。
- 2003年（平成15年）6月 - 関西興銀、近畿産業信用組合へ事業譲渡。
- 2004年（平成16年）1月26日 - 東京商銀元理事長の金聖中（許ピルソク元理事長の娘婿）が業務上横領、背任罪で実刑となる[1]
- 2006年（平成18年）6月12日 - 近畿産業信用組合、長崎商銀を吸収合併。
- 2007年（平成19年）12月25日 - 横浜商銀、北陸商銀と対等合併し「中央商銀信用組合」に改称。
- 2013年（平成25年）1月 - 在日韓国人信用組合協会元会長兼信用組合愛知商銀前理事長の権東鉉（クォン・トンヒョン）が組織的な犯罪の処罰及び犯罪収益の規制等に関する法律（組織犯罪処罰法）違反（犯罪収益収受）容疑で逮捕された[2]。
- 2014年（平成26年）3月10日 - 中央商銀があすなろ信用組合と対等合併し「横浜中央信用組合」に改称。それとともに金融機能強化法による資本注入を受ける。
- 2017年（平成29年）
  - 3月13日 - 横浜中央と九州幸銀が合併し「横浜幸銀信用組合」発足。
  - 11月27日 - 横浜幸銀が岡山商銀を吸収合併。

## 現存する商銀信用組合
- あすか信用組合
- 横浜幸銀信用組合
- 信用組合愛知商銀
- 近畿産業信用組合（2004年に分担金などの反発で在日韓国人信用組合協会＜韓信協＞から退会）
- 信用組合広島商銀

## 補足
- 高知県宿毛市に本拠を置く宿毛商銀信用組合も、その名称に「商銀」を冠しているが、韓信協とは無関係の地域信用組合である。
- 戦前に設立された特殊銀行、朝鮮銀行との関連性は無い。